# Fritz Honka
Fritz Honka (Leipzig, 1935 - 19 oktober 1998) was een Duitse moordenaar die tot 15 jaar en dwangverpleging werd veroordeeld voor het vermoorden van één en doodslag op drie Hamburgse prostituees tussen 1971 en 1974. Hij bewaarde de lijken van de vrouwen in zijn flat.
Honka was 1.65 m groot en gevoelig voor opmerkingen over zijn lengte. Hij hield van vrouwen die nog kleiner waren. Bovendien zag Honka het liefst dat ze geen tanden hadden, om te voorkomen dat ze hem wat aan konden doen tijdens orale seks. Om aan zijn gerief te komen bezocht hij geregeld oudere prostituees in de rosse buurt van Hamburg.

## Moorden

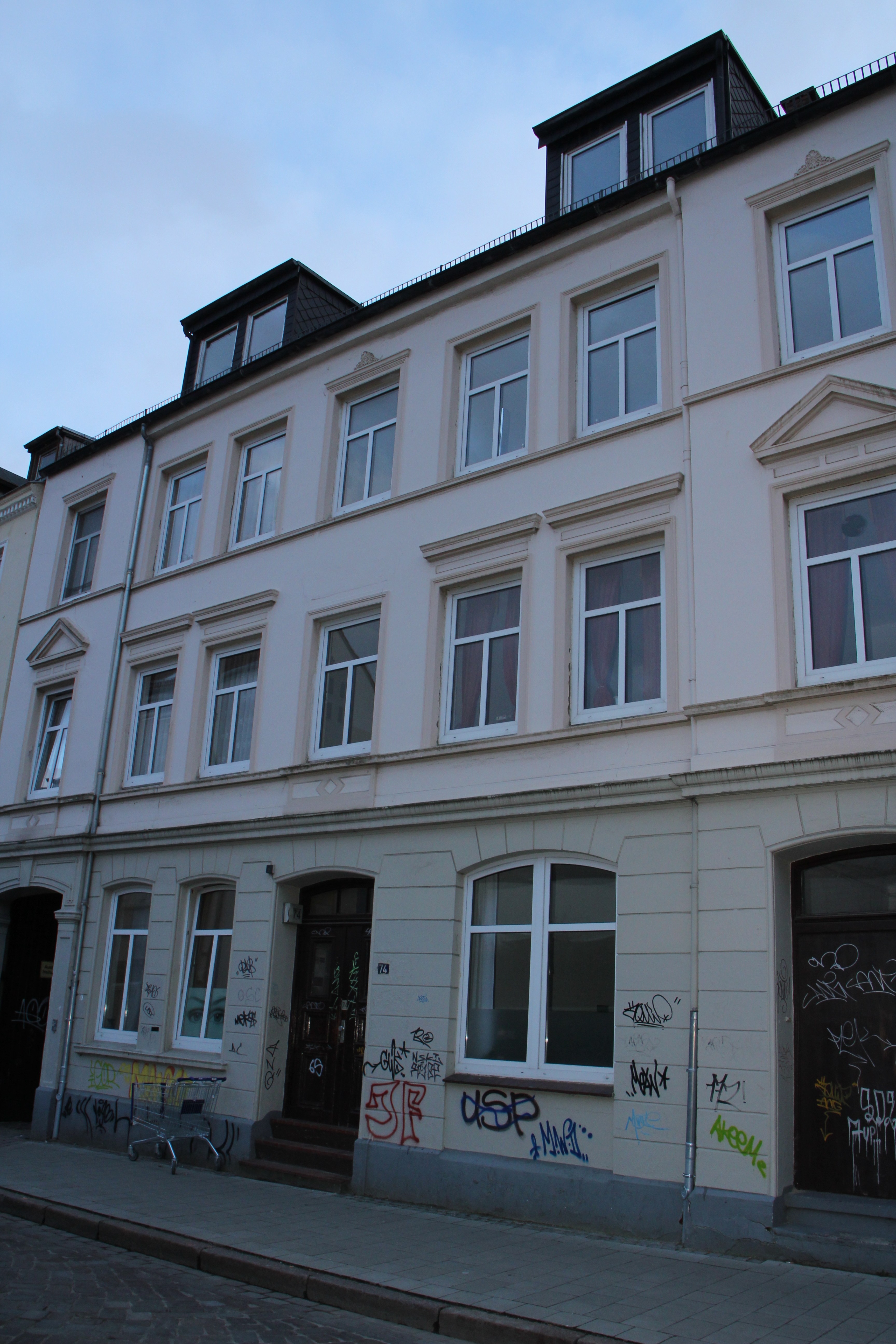
Zeißstraße 74 in Hamburg-Ottensen

Ten minste vier van deze vrouwen nam Honka mee naar zijn woning aan de Zeißstraße 74 in Hamburg: Ruth Schult (52), Gertrude Bräuer (42), Frieda Roblick (57) en Anna Beuschel (54). Hij bracht het viertal om en, omdat hij lichamelijk niet in staat was zich van de lijken te ontdoen, bewaarde hij ze daar. Honka schermde zich af van de stank met alcohol. Wanneer buren klaagden over de geur, verdoezelde hij die met deodorant.

## Ontdekking
Op 17 juni 1975 brak er brand uit in Honka's huis, die de brandweer kwam blussen. Zij troffen ter plaatse de aan stukken gezaagde overblijfselen van vier vrouwen aan in een plastic zak. Nadat Honka thuiskwam van zijn baan als nachtwaker werd hij gearresteerd. Hij verklaarde de vrouwen te hebben vermoord, omdat ze grappen hadden gemaakt over zijn voorkeur voor orale seks boven geslachtsgemeenschap.
Spelende kinderen vonden later het hoofd van Bräuer terug op een bouwplaats.

## Overlijden
Dankzij Honka's ontoerekeningsvatbaarheids-diagnose, werd alleen de dood van Beuschel als 'moord' bestraft. Honka kwam daardoor in 1993 vrij. Zijn laatste jaren bracht hij onder het pseudoniem  Peter Jensen door in een bejaardentehuis in Scharbeutz. Honka stierf in oktober 1998, 63 jaar, aan de gevolgen van overmatig alcoholgebruik, in de Hamburger Nervenklinik Ochsenzoll.

## Boek en film
In 2016 publiceerde Heinz Strunk het boek Der Goldene Handschuh, dat handelt over Honka en de door hem gepleegde moorden. In 2019 werd dit boek verfilmd en verscheen de film Der Goldene Handschuh van regisseur Fatih Akin. 
- Gemeinsame Normdatei: 124157858
- International Standard Name Identifier: 0000 0000 1572 4571
- Library of Congress Control Number: no2018038223
- Nationale Bibliotheek van Tsjechië: mzk20191053456
- Virtual International Authority File: 15697352
- WorldCat: E39PBJht8QxWc79h9JKjhPxJjC